# 공산중학교
공산중학교(公山中學校)는 대한민국 대구광역시 동구 백안동에 있는 사립 중학교이다.

## 학교 연혁
- 1948년 9월 15일 : 공산 고등 공민학교 설립 인가
- 1953년 7월 20일 : 재단법인 공산학원 설립인가
- 1953년 7월 20일 : 초대 이사장 채학기 선생 취임
- 1953년 9월 1일 : 초대 교장 구갑서 선생 취임
- 1954년 4월 19일 : 공산중학교 설립 인가(6학급)
- 1954년 4월 23일 : 공산중학교 개교
- 1964년 2월 15일 : 학교법인 공산학원 조직 변경 인가
- 1984년 6월 14일 : 서관 특별교실 8실 신축
- 2002년 12월 27일 : 급식소 신축
- 2007년 2월 1일 : 교지 '팔공' 창간
- 2017년 3월 1일 : 제10대 교장 윤상도 선생 취임
- 2019년 1월 3일 : 제67회 졸업식(졸업생 65명, 총 졸업생 5,239명)
- 2019년 3월 4일 : 2019학년도 입학식 거행(입학생 63명)

## 참고 자료
- 공산중학교 - 한국교육학술정보원 학교알리미